# Dave Keuning

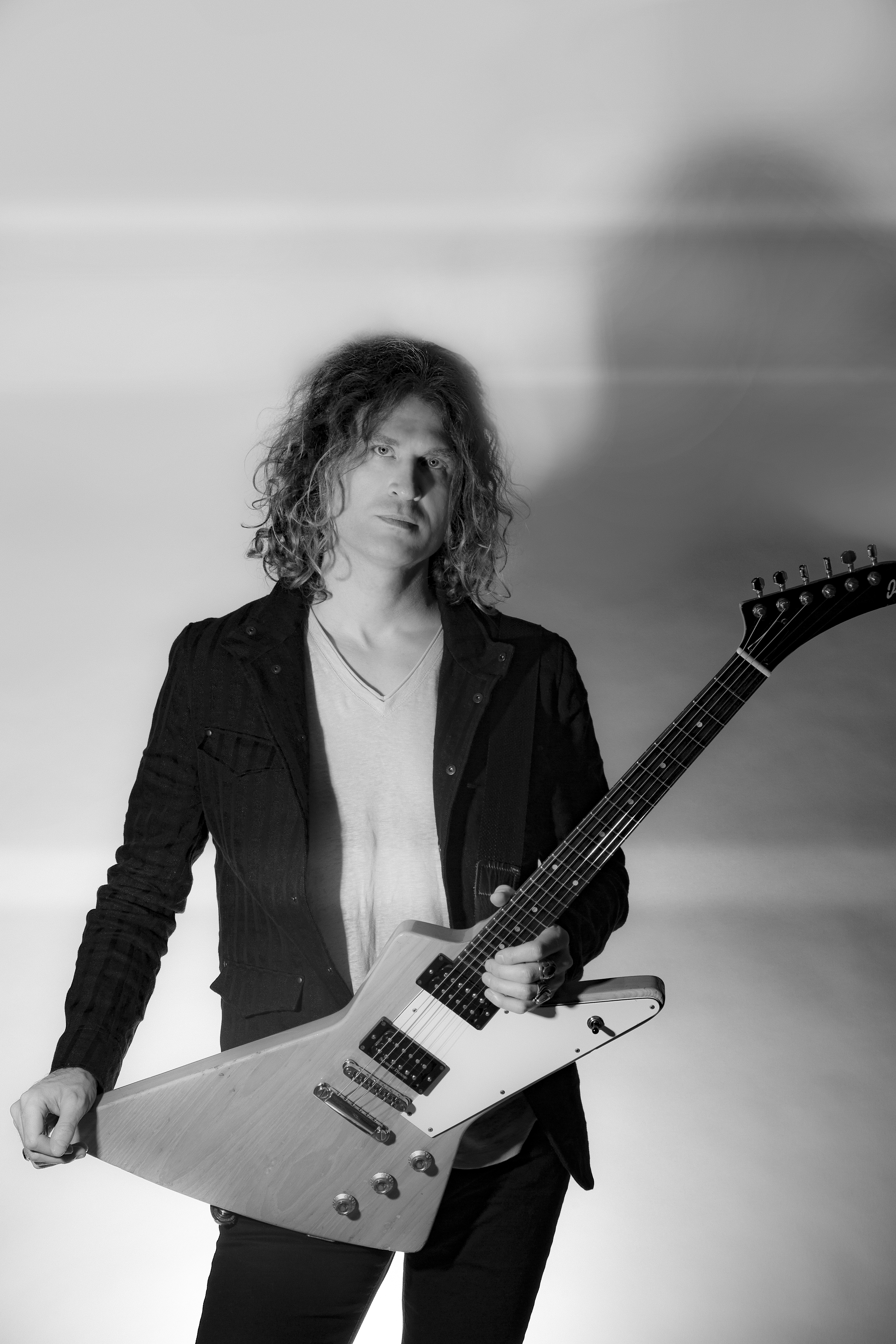
Dave Keuning

David Brent „Dave“ Keuning (* 28. März 1976 in Des Moines, Iowa) ist ein amerikanischer Musiker und der Gitarrist der Rockband The Killers.

## Karriere

### The Killers (seit 2001)
Durch eine Zeitungsannonce, die Keuning in der Las Vegas Weekly inserierte, suchte er nach neuen Mitgliedern für eine Band und setzte so 2001 den Grundstein für The Killers. Kurz darauf antwortete Brandon Flowers, heutiger Sänger der Gruppe, auf das Inserat. Nachdem die beiden begannen zu proben, stoßen auch die weiteren Mitglieder der Band heute, Mark Stoermer und Ronnie Vannucci, dazu.
Die ersten Demobänder der Band enthielten auch den späteren Hit Mr. Brightside, zu dem Keuning die Gitarrenbegleitung schon vor Bekanntschaft mit Flowers schrieb.
Ebendieses Gitarren-Riff wurde 2010 auf Platz 9 des Rankings Die bisher 50 besten Riffs des 21. Jahrhunderts des meistverkauften Gitarrenmagazins Europas, Total Guitar, gewählt.

### Andere Projekte
Keuning gab in mehreren Interviews an, dass er einige Songs komponiert hat, die er für eine Veröffentlichung für ein Soloprojekt in Betracht zieht.
Auf der Into the Night Tour der amerikanischen Musikgruppe Imagine Dragons spielte er an der Seite des Gitarristen der Band, Wayne Sermon, den Schlusstitel Nothing Left To Say.

## Privates
Keuning verbrachte seine Kindheit in Pella, Iowa. Schon vor seinem Schuleintritt an der Pella Community High School, wo er in der Jazzband aktiv war, spielte er Gitarre. Im Jahre 2000 zog er nach Las Vegas.  Zunächst arbeitete er dort in einer Filiale des Modelabels Banana Republic.
Er hat einen Sohn, Kyler Keuning, der 2005 geboren wurde.

## Diskografie
Singles
- 2018: Boat Accident

Beteiligungen

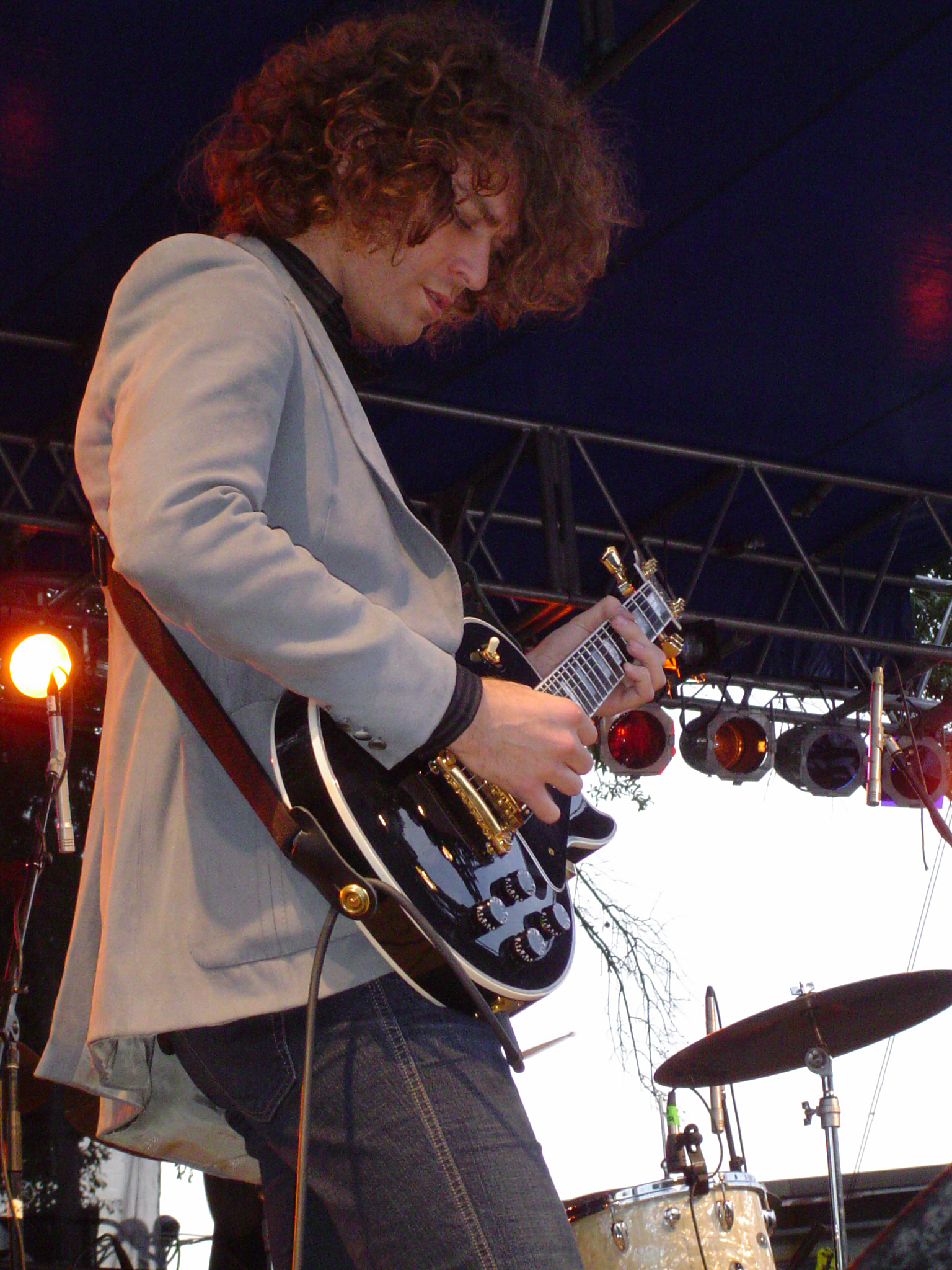
Dave Keuning, 2004

- 2010: Brandon Flowers – Welcome to Fabulous Las Vegas[10]
- 2012: We Are Hyena – Wander[11]
- 2014: Bombay Heavy – This Is a Joke[12]
- 2014: The Hunt – Clouds Pretend[13]